# Цинантус синьогорлий
Цина́нтус синьогорлий (Cynanthus latirostris) — вид серпокрильцеподібних птахів родини колібрієвих (Trochilidae). Мешкає в США і Мексиці.

## Опис

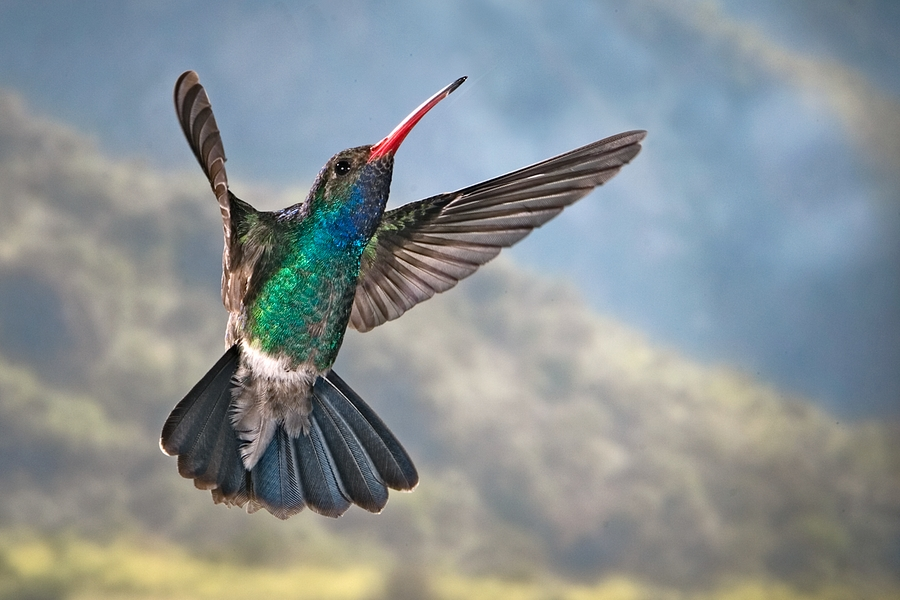
Самець синьогорлого цинантуса

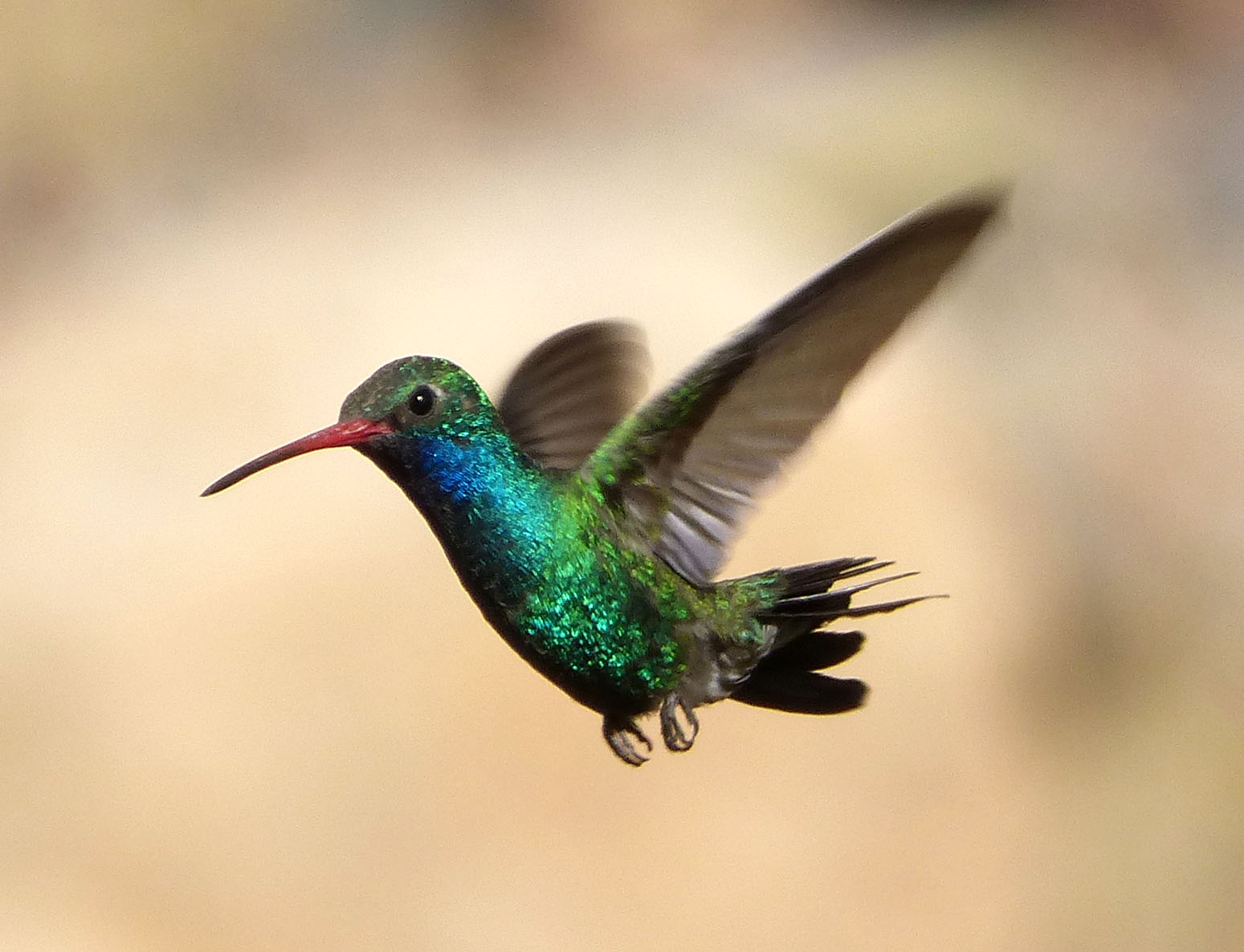
Самець синьогорлого цинантуса

Довжина птаха становить 8-10 см, розмах крил 13 см, вага 3-4 г. Самці мають переважно металево-зелене забарвлення, тім'я і лоб у них більш тьмяні, горло синє, нижні покривні пера хвоста білі. Хвіст широкий, чорнувато-синій, махові пера бурувато-сірі. Дзьоб довгий, дещо вигнутий, яскраво-червоний з чорним кінчиком. У самиць верхня частина тіла більш тьмяно-зелена, нижня частина тіла у них сірувато-біла, за очима білі смуги, стернові пера мають білі кінчики, дзьоб менш червоний. Забарвлення молодих птахів є подібним до забарвлення самиць.

## Підвиди
Виділяють три підвиди:
- C. l. magicus (Mulsant & Verreaux, J, 1872) — південний захід США і північний захід Мексики (Сонора, Сіналоа, Наярит);
- C. l. propinquus Moore, RT, 1939[6] — центральна Мексика (Гуанахуато, північний Мічоакан);
- C. l. latirostris Swainson, 1827 — схід Мексики (від Тамауліпаса і Сан-Луїс-Потосі до північного Веракруса).

Бірюзовоголові і маріаські цинантуси раніше вважалися підвидами синьогорлого цинантуса, однак були визнані окремими видами.

## Поширення і екологія
Синьогорлі цинантуси мешкають в Сполучених Штатах Америки (південний схід Аризони, південний захід Нью-Мексико, траплються на південному зааході Техасу) і в Мексиці. Північно-східні популяції на початку листопада мігрують на південь, досягаючи штатів Герреро і Баха-Каліфорнія-Сур і повертаються на північ на початку березня. В США синьогорлі цинантуси живуть в густих заростях на берегах річок і в дубових гаях в каньйонах. Вони віддають перевагу заростям аризонських платанів (Platanus wrightii), тополь Фремонта (Populus fremontii) та мескітових дерев (Prosopis). В Мексиці синьогорлі цинантуси живуть в сухих, колючих чагарникових заростях, сухих широколистяних тропічних лісах і прибережних галерейних лісах. Зустрічаються на висоті до 2100 м над рівнем моря. В штаті Сонора синьогорлі цинантуси є набільш поширеним видом колібрі.
Синьогорлі цинантуси живляться нектаром різноманітних квітучих рослин. Зокрема, в США вони споживають нектар Agave parryi, Agave schottii, Anisacanthus thurberi, Asclepias, Bouvardia glaberima, Caesalpinia gilliesii, Castilleja, Chilopsis linearis, Cirsium neomexicanum, Epilobium canum, Erythrina flabelliformis, Fouquieria splendens, Lonicera sempervirens, Penstemon barbatus, Penstemon pseudospectabilis, Penstemon superbus і Stachys coccinea, а в Мексиці — нектар Exogonium bracteatum, Ceiba aesculifolia, Lemairocereus, Calliandra, Bumelia і Paullinia sessiliflora. Крім того, вони доповнюють свій раціон комахами: в каньйоні Гуаделупе було зафіксовано, як синьогорлі цинантули ловили двокрилих і одноденок.
Сезон розмноження у синьогорлих цинантусів триває з січня по серпень з піком в березні, в США переважно з середини квітня до середини червня та з липня до середини серпня. Гніздо чашоподібне, робиться з гілочок, кори, рослинного пуху і павутиння, висотою 2,5 см. В кладці 2 білих яйця розмаром 12×8 мм. Інкубаційний період триває 22-24 дні. За сезон може вилупитися 2-3 виводки. Птахи набувають статевої зрілості у віці 1 року.